# Чириково (Базарносизганський район)
Чириково (рос. Чириково) — присілок в Базарносизганському районі Ульяновської області Російської Федерації.
Населення становить 77 осіб. Входить до складу муніципального утворення Базарносизганське міське поселення.

## Історія
Від 2004 року входить до складу муніципального утворення Базарносизганське міське поселення.

## Населення
| 2010 |
| ---- |
| 77   |